# فأرة البحر
فأرة البحر أو راسُون (الاسم العلمي Xyrichtys)، جنس أسماك بحرية من شائكات الزعانف وفصيلة الكيدميات. أنواعه المعروفة قليلة العدد. اعطانها بحار البلاد الحارة (المحيط الهندي، المحيط الأطلسي، المحيط الهادي).